# Albrecht Rodenbach
Albertus Petrus Josephus Mansuetus Ferdinandus (Berten of Albrecht) Rodenbach (Roeselare, 27 oktober 1856 – aldaar, 23 juni 1880) was een Vlaamse schrijver en dichter. Hij was een broer van schrijver Ferdinand Rodenbach en neef van Georges Rodenbach.

## Biografie

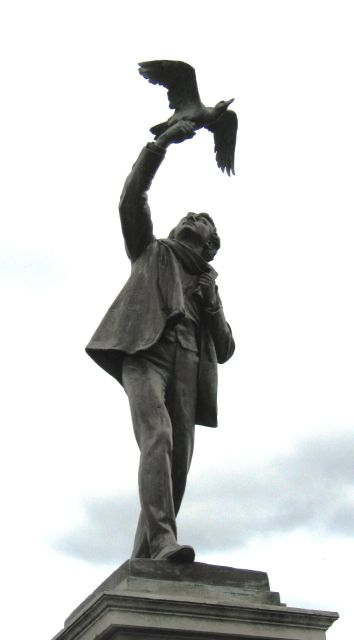
Standbeeld van Albrecht Rodenbach door Jules Lagae op het De Coninckplein te Roeselare

Berten Rodenbach was de oudste van 10 kinderen geboren tussen 1856 en 1872. Zijn vader Julius Rodenbach (1824-1915) kwam met zijn grootoom Alexander Rodenbach (de stichter van brouwerij Rodenbach) uit een Duitse familie (uit Andernach aan de Rijn) die zich sinds 1749 te Roeselare gevestigd had. Zijn moeder Silvia de la Houttre (1834-1899), van origine een Franstalige geboren te Doornik, maakte zich vanaf haar zevende het Nederlands eigen toen ze in Roeselare kwam wonen. Rodenbach was ook een neef van de schrijver Georges Rodenbach die onder andere Bruges-la-Morte schreef.
Zijn oom Pierre Rodenbach had achtereenvolgens gevochten met Napoleon Bonaparte in de veldtocht tegen de Russen, en vervolgens tegen Napoleon met de troepen van Willem van Oranje en ten slotte in de opstand tegen de Hollandse "bezetters". Zijn ooms Alexander Rodenbach en Constantin Rodenbach waren in 1830 bij de eerste verkozenen van het Nationaal Congres.

### Klein Seminarie Roeselare

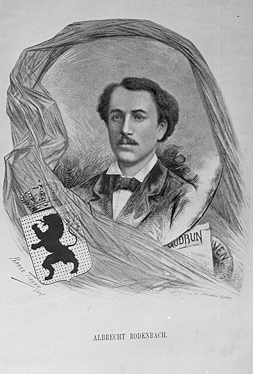
Albrecht Rodenbach, door Karel Tichon (1887)

Albrecht Rodenbach liep school in het Klein Seminarie Roeselare. Daar werden hij en zijn medeleerlingen begeesterd door enkele priester-leraars, waaronder Gustaaf Hendrik Flamen en vooral Hugo Verriest, oud-leerling van Guido Gezelle. Verriests pleidooi voor een katholieke Vlaamse Beweging sloeg aan bij Rodenbach en zijn medeleerlingen, waaronder ook de latere missionaris Constant Lievens. Rodenbach schreef poëzie, proza en toneelstukken. Hij droeg bij tot meer Vlaams bewustzijn en stichtte tal van studenten- en toneelgenootschappen. Hij werd katholiek opgevoed in de geest van het ultramontanisme. Zoals de meest internen, internaat was verplicht in de hogere klassen, werd hij lid van het studenten-zoeavenkorps. Heel veel colleges kenden zo'n studenten-zoeavenkorps, oorspronkelijk opgericht door studenten die zoals Amaat Vyncke vrijwilliger geweest waren bij de Pauselijke Zoeaven.
Geïnspireerd door Hendrik Consciences roman "Kerels van Vlaanderen" raakten de Roeselaarse leerlingen in de ban van de kerelsromantiek. De Kerels waren vrije boeren die streden tegen de verachtelijke Isegrims, maar uiteindelijk aan het kortste eind trokken. In 1875 verheerlijkte Rodenbach hen in zijn Kerelsliederen. Hieruit kwam de leuze: "Vliegt de Blauwvoet! Storm op zee!" Zo kreeg deze beweging de naam blauwvoeterij. Maar deze naam steunde in feite op een interpretatiefout. Want, wat Rodenbach echter niet wist is dat Conscience zijn verhaal had gebaseerd op de zesdelige "Histoire de Flandres" van de Vlaamsgezinde katholieke politicus uit Eeklo en historicus Baron Joseph Kervyn de Lettenhove (1817-1891), gepubliceerd tussen 1847 en 1850. Deze verhaalt hierin de waar gebeurde ruzie tussen de Veurnse families Blauvoet en Ingrekin in de 12e eeuw. Dus het ging hier niet over romantische begrippen zoals heldhaftige daden, verbeten strijd of vurig wapengekletter. Nadien dachten velen dat het woord blauwvoet verwees naar de symbolische benaming voor een jan-van-gent, een vogel die men slechts zag vliegen bij storm op zee. Daarom houdt de hand van Albrecht Rodenbach een grote vogel vast op zijn bronzen standbeeld in Roeselare.
Deze Vlaamsgezindheid werd door de kerkelijke overheid echter niet altijd gewaardeerd. Het kwam uiteindelijk tot een conflict tussen studenten, onder leiding van Albrecht Rodenbach en Julius De Vos, en schooloverheid. Dit conflict zou de geschiedenis ingaan als de Groote Stooringe.

### Studentenleider
Vanaf het moment dat Rodenbach in 1876 naar de Katholieke Universiteit Leuven ging om rechten te studeren (in het Frans), begon hij met een andere jonge dichter, Pol de Mont, de idealen te promoten van een hernieuwd Vlaams bewustzijn onder de studenten. Hij verzette zich met name tegen het gebruik van het Frans in het onderwijs, terwijl de voertaal van de burgerbevolking Vlaams was. Hijzelf beklaagde zich erover dat hij zelf beter overweg kon "in het fransch dan in het vlaamsch". Voor hem gold "In Vlaanderen Vlaams": alleen de volkstaal was van belang en niet het "Hollands" van de "hollandsche pedanten die onze tale vermooscht hebben". Dit Vlaams bewustzijn was echter een West-Vlaams taalparticularisme. Vlaamse dialecten waren volgens hem een spiegel van het pure en edele karakter van de Vlamingen en daarom het best geschikt voor de heropstanding van het Vlaamse volk. Bovendien was het Nederlands de taal van de protestanten uit het Noorden. Als vurige katholiek kon hij deze taal dus niet aanvaarden.
Ondertussen hadden de Roeselaarse oud-leerlingen Amaat Vyncke en Zeger Malfait het tijdschrift De Vlaamsche Vlagge opgericht. Het predikte een anti-liberalisme en kwam op voor de Vlaamse volkstaal. Dit tijdschrift kan beschouwd worden als een eerste stap naar een georganiseerde studentenbeweging. Het tijdschrift werd een spreekbuis van de studentenbeweging die in heel Vlaanderen tot ontwikkeling kwam. De redactie ontving ook brieven van studenten uit andere bisdommen, en uit die contacten begon het idee van een overkoepelende studentenbeweging te rijpen. In 1877 werd de Algemene Studentenbond opgericht door Albrecht Rodenbach, Pol de Mont uit het Klein-Seminarie van Mechelen en Amaat Joos uit het Klein-Seminarie van Sint-Niklaas. Rodenbach werd tot algemeen voorzitter verkozen en zou vanaf dan op de voorgrond treden als groot bezieler van de overkoepelende studentenbeweging. Hij zette de grote lijnen uit die de katholieke studentenbeweging nog lang na hem zou blijven volgen. Hij propageerde een romantisch getint Vlaams bewustzijn. Centraal hierin stond de boodschap van Gezelle en Verriest “Wees Vlaming dien God Vlaming schiep”: de scholieren dienden gevormd te worden tot authentieke - en dus katholieke - Vlamingen die in de Vlaamse strijd hun verantwoordelijkheid zouden opnemen.
In 1877 stichtte hij samen met Pol de Mont het literaire tijdschrift Het Pennoen. In deze periode schreef hij de sindsdien veelvuldig opgezegde Psalm van Rodenbach. In 1880 verbraken de twee de samenwerking en gaf Rodenbach eenmalig het literair tijdschrift "Nieuwe Pennoen" uit.
Tegenwerking van de kerkelijke overheid, onenigheid (onder meer met Pol de Mont) en provinciale tegenstellingen (Rodenbach was een voorstander van het West-Vlaams taalparticularisme) bespoedigden echter de teloorgang van deze eerste overkoepeling.
In de laatste jaren van zijn leven nam hij afstand van zijn Vlaamse bevlogenheid, en verkeerde hij meer en meer in Franstalige en liberale kringen. In 1880 overleed hij op 23-jarige leeftijd in zijn geboortestad aan tuberculose.

## Publicaties
- 1878: Eerste gedichten (Rouselaere, Julius De Meester), met onder meer Blauvoeterie, Het Kerelskind en Sneyssens.[2] Heruitgave in 1980.
- 1882: Gudrun, een toneelspel in drie bedrijven. Hij behaalde hiermee in 1878 de gouden medaille op het concours van Antwerpen. Een gedrukte versie kwam er pas na zijn dood.[3] In 1934 bewerkt tot opera door Ernst Brengier.
- 1909: Gedichten - Leo van Puyvelde (ed.)
- 1930: Gedichten - Ferdinand Rodenbach (ed.)
- 1942: Brieven - R.F. Lissens (ed.)
- 1944: Nieuwe R.-briefwisseling in Feestbundel H.J. van de Wijer, dl. II - R.F. Lissens (ed.)
- 1957-1960: Verzamelde werken - F. Baur (ed.)
- 1980: Bloemlezing uit de gedichten

## Eerbetoon

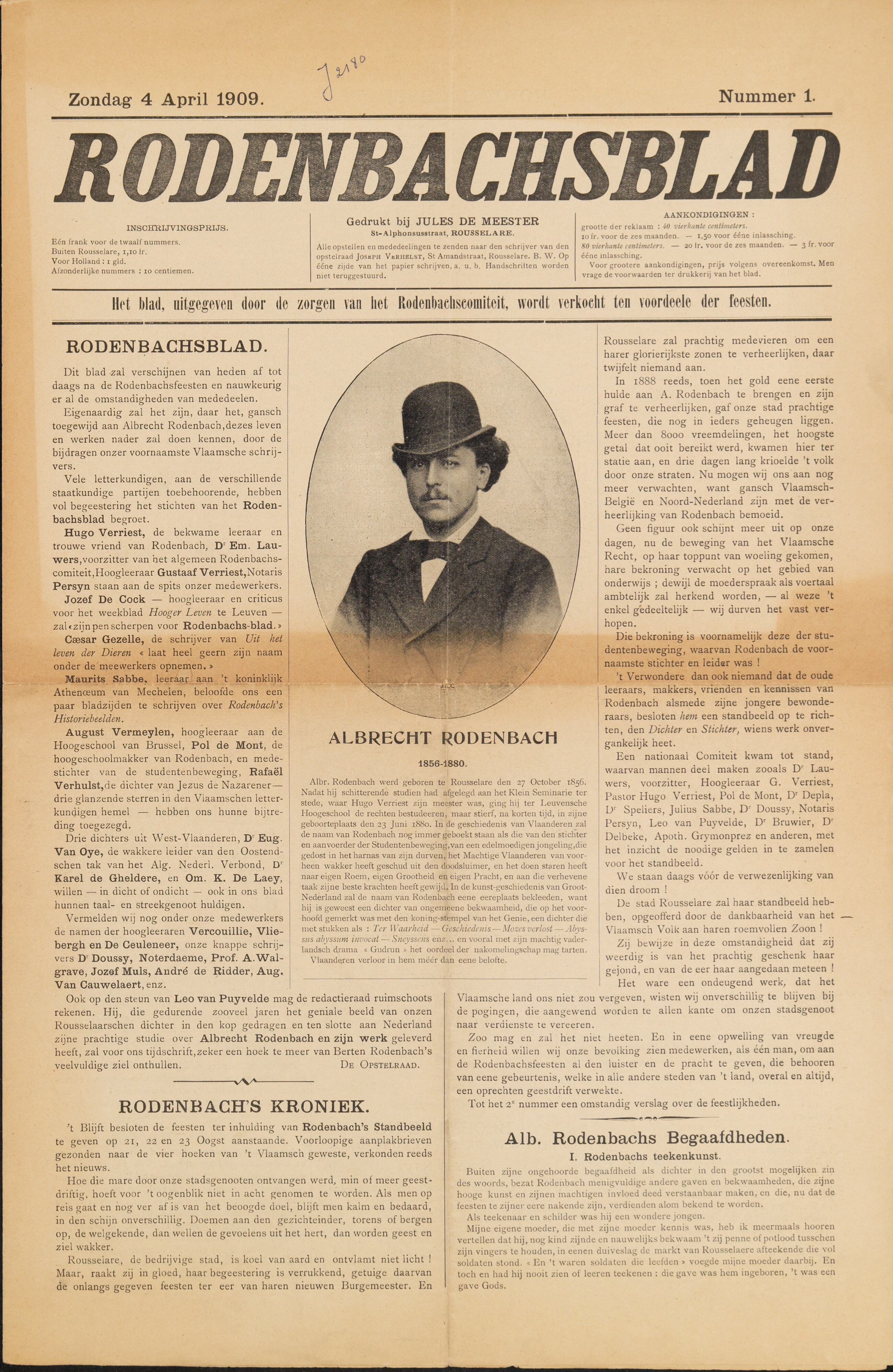
Fragment uit het Rodenbachsblad uit 1909. Bewaard in de Universiteitsbibliotheek Gent.

Onder meer door zijn vroegtijdige dood zou de "wonderknape" Rodenbach een mythische en inspirerende figuur worden naar wie later vaak werd verwezen. Vele generaties Vlamingen zagen in hem de dichtende "supervlaming".
- 1889: oprichting van Rodenbach's Vrienden, een politieke studentenvereniging en voorloper van KVHV Gent die Rodenbachs erfenis hooghoudt, ook binnen het in 1903 opgerichte Algemeen Katholiek Vlaams Studentenverbond.
- 1906: opname van het lied Klokke Roeland met de beginregels 'Boven Gent rijst, eenzaam en grijsd' in de populaire en meermaals herdrukte liedbundel Kun je nog zingen, zing dan mee.
- 1909: inhuldiging van een door Jules Lagae ontworpen standbeeld op het De Coninckplein in Roeselare waarbij Rodenbach is afgebeeld met een jan-van-gent in de hand. Deze vogel wordt ook "blauwvoet" genoemd, maar zou niet De Blauwvoet zijn waar hij in zijn beroemde gedicht op doelde (zie hoger).
- 1941: toespraak van priester Cyriel Verschaeve waarin hij de strijdbaarheid van Rodenbach gelijkstelt met het militaire engagement voor nazi-Duitsland.
- 1956: de honderdste geboortedag wordt door de Katholieke Studentenactie (KSA) gevierd met een nieuwe koppelriem waarop De Blauwvoet prijkt en die nog steeds in gebruik is.
- 1957: publicatie van Jef Nys' biografisch stripverhaal Berten Rodenbach de wonderknape van Vlaanderen.
- 1980: heruitgave van Jef Nys' beeldverhaal als Berten Rodenbach - De voorvechter van Vlaanderen.[5]
- 1984: oprichting Rodenbachfonds als Vlaams-nationalistisch cultuurfonds.
- 2005: nr. 148 in de Vlaamse versie van De Grootste Belg.
- 2013: nr. 7 in de top 100 van de grootste Roeselarenaars aller tijden (erfgoedproject 'Het talent van Roeselare').